# 姊妹讚出來
《姊妹讚出來》是臺灣愛爾達電視台製作的談話性節目。2020年10月26日開始上映，節目主持人為胡盈禎。於每週一至週二晚間9點在愛爾達綜合台首播。

## 節目列表
| 集數   | 播出日期   | 節目主題                                     | 節目來賓                     |
| ------ | ---------- | -------------------------------------------- | ---------------------------- |
| 第01集 | 2020-10-26 | 你知道什麼是口罩痘嗎                         | 王思佳、蔡逸姍               |
| 第02集 | 2020-10-27 | 你吃的早餐合格嗎                             | 依依、劉家芸、黃親皇         |
| 第03集 | 2020-11-02 | 我們的身體究竟還有多少毒素沒有排出去呢       | 李愛綺、李家雄               |
| 第04集 | 2020-11-03 | 你的免疫力夠好嗎                             | 甄利、吳亞凡、李清林         |
| 第05集 | 2020-11-09 | 世界難波萬的地中海料理來了                   | 佩佩、馬可、王貳瑞           |
| 第06集 | 2020-11-10 | 全台灣的泡湯祕境在哪裡呢                     | 李芳瑜、林龍                 |
| 第07集 | 2020-11-16 | 你知道怎麼保養心血管嗎                       | 陳櫻文、趙函穎、雷蒙         |
| 第08集 | 2020-11-17 | 你真的了解食用油嗎                           | 布蘭妮、張益堯               |
| 第09集 | 2020-11-23 | 你吃的食物真的安全嗎                         | 萁媽、劉家芸、王政傑         |
| 第10集 | 2020-11-24 | 如何預防家中的隱藏危機呢                     | 黃瑄、張德良                 |
| 第11集 | 2020-11-30 | 到底該如何克服惱人的失眠呢                   | 林佳儀、鄔定宇               |
| 第12集 | 2020-12-01 | 減肥的路上卻越減越肥                         | 陳翊萱、蕭捷健               |
| 第13集 | 2020-12-07 | 如何擺脫菌男霉女的行列呢                     | 小call、陳映如               |
| 第14集 | 2020-12-08 | 2020慢走不送！迎接脫胎換骨的2021             | 詹子晴、艾莉絲               |
| 第15集 | 2020-12-14 | 如何擺脫越累卻越肥的過勞肥呢                 | Julie、趙函穎                |
| 第16集 | 2020-12-15 | 超恐怖！不能輕視的眼球危機！                 | Paul、張朝凱                 |
| 第17集 | 2020-12-21 | 冬令該怎麼補，才能打敗身上的脂肪大魔王呢     | 馬國賢、張益堯               |
| 第18集 | 2020-12-22 | 「偽出國」正夯！國內旅遊也能讓你心花開       | 梁赫群、艾瑞克               |
| 第19集 | 2020-12-28 | 可怕的骨質疏鬆讓女人心驚驚                   | 小亮哥、陳怡孜               |
| 第20集 | 2020-12-29 | 冰箱非萬能，小心隔夜菜出人命                 | 陳立芹、郭環棻               |
| 第21集 | 2021-01-04 | 該怎麼做才能夜夜好眠呢                       | 王湘瑩、張益堯               |
| 第22集 | 2021-01-05 | 如何擺脫姊妹們都會遇到的月事困擾呢           | 張文綺、廖婉絨               |
| 第23集 | 2021-01-11 | 手腳冰冷不用怕！教你居家按摩撇步好過冬       | 林姿佑、張耀坤               |
| 第24集 | 2021-01-12 | 皮膚乾裂的救星！拒絕做乾妹妹的保養之道       | 郭亞棠、蔡逸姍               |
| 第25集 | 2021-01-18 | 你能想像自己也得了退化性關節炎嗎             | 梁佑南、陳怡孜               |
| 第26集 | 2021-01-19 | 來一場長輩也說讚！全家大小都適合的極美旅行吧 | 林道遠、林龍                 |
| 第27集 | 2021-01-25 | 以古鑑今的神秘宮廷養顏術大揭秘               | 陳啟鵬、吳明珠               |
| 第28集 | 2021-01-26 | 讓我擺脫身上惱人的斑斑點點吧                 | 章家瑄、陳潮宗               |
| 第29集 | 2021-02-01 | 煩人的年前大掃除該怎麼著手呢                 | 蔡逸帆、陳映如               |
| 第30集 | 2021-02-02 | 呼吸道感染到底要怎麼防範呢                   | 張棋惠、盧英仁               |
| 第31集 | 2021-02-08 | 國外又是怎麼過新年的呢                       | 佩德羅、仲思齊、夫米         |
| 第32集 | 2021-02-09 | 帶你看遍世界各地的祈福法                     | 夢多、謝沅瑾                 |
| 第33集 | 2021-02-15 | 膽固醇，你真的認識他嗎                       | 山豬、張益堯                 |
| 第34集 | 2021-02-16 | 父母的功課！該如何撲滅親子之間的戰火         | Vicky、邱永林                |
| 第35集 | 2021-02-22 | 身為女人該如何防範可怕的乳癌呢               | 何妤玟、陳保仁               |
| 第36集 | 2021-02-23 | 姊妹們該怎麼做，才能凍齡又回春呢             | 王俐人、林妍余、徐常捷       |
| 第37集 | 2021-03-01 | 該怎麼面對女人害怕的更年期呢                 | 金友莊、李郁佳               |
| 第38集 | 2021-03-02 | 讓所有的酸痛遠離我們吧                       | 徐小可、胡逸惟               |
| 第39集 | 2021-03-08 | 怎麼把體內的濕氣趕走呢                       | 鄭仲茵、廖婉絨               |
| 第40集 | 2021-03-09 | 別再輕忽了 顧好自己的腸胃道吧                | 丁力祺、夏子雯               |
| 第41集 | 2021-03-29 | 深夜食堂營業中，美味又健康的下酒菜來了       | 馬可主廚、劉家芸             |
| 第42集 | 2021-03-30 | 情緒失控好痛苦，誰能告訴我該怎麼辦           | 徐小可、林妍余               |
| 第43集 | 2021-04-05 | 誰來救救我，嗯不出來的痛苦誰人知             | 布蘭妮、趙函穎               |
| 第44集 | 2021-04-06 | 打破迷思，我們明白頭皮養護的重要性嗎我       | 陳櫻文、林秀風               |
| 第45集 | 2021-04-19 | 蟑螂蚊子get out，有什麼方法可以教教我        | 林姿佑、陳映如、馮晨瑜       |
| 第46集 | 2021-04-20 | 主廚時間又來了，教你健康不發胖的高代謝料理   | 馬可主廚、趙函穎             |
| 第47集 | 2021-04-26 | 難聞氣味哪裡來，體臭飄散好尷尬               | 小亮哥、陳怡錞               |
| 第48集 | 2021-04-27 | 大齡女子如何養生，顧好脾胃最重要             | 王思佳、吳明珠               |
| 第49集 | 2021-05-03 | 母親節特輯來了，醫美、保養，媽媽好愛         | 林利霏、翁容若、鄧雅心       |
| 第50集 | 2021-05-04 | 失智症好恐怖，教你如何預防它                 | 崔佩儀、郭環棻               |
| 第51集 | 2021-05-10 | 姊妹們開趴喔，下午茶怎麼吃最讚               | 雷蒙主廚、劉偉忠、郭環棻     |
| 第52集 | 2021-05-11 | 骨盆改斜歸正，當個名副其實的正妹吧           | 陳立芹、胡逸惟               |
| 第53集 | 2021-05-17 | 換季保養該怎麼做？夏日美肌新救星來囉！       | 張宇、呂佳宜、余衛民、馮勝賢 |
| 第54集 | 2021-05-18 | 女性為何總是疼痛？教你如何緩解不舒服！       | 余皓然、張耀坤               |
| 第55集 | 2021-05-24 | 跟生命力息息相關？！別再小看你的舌頭！       | 白吉勝、趙哲暘               |
| 第56集 | 2021-05-25 | 職場決勝力決戰於吃！均衡攝取不做廢電池！     | 郭忠祐、陳怡錞               |
| 第57集 | 2021-05-31 | 增肌減脂該怎麼做？均衡攝取超重要！           | 馬可主廚、Nancy              |
| 第58集 | 2021-06-01 | 發酵、醃漬大PK!怎麼吃才算健康呢？！          | 甄莉、郭環棻                 |
| 第59集 | 2021-09-06 | 不喝水反而會水腫？破除你喝水的迷思！         | 風田、張益堯                 |
| 第60集 | 2021-09-07 | 來場解封小旅行吧～造訪秘境正是時候！         | 小8、滿分                    |
| 第61集 | 2021-09-13 | 疫情再起心驚驚...該如何對抗病毒呢？！        | 崔佩儀、張益堯、明君         |
| 第62集 | 2021-09-14 | 打造防疫金鐘罩～健肺功練起來！               | Paul、彥寬老師               |
| 第63集 | 2021-09-20 | 在家防疫急速變胖？如何抵抗變＂腫＂病毒呢？！ | 依依、趙函穎                 |
| 第64集 | 2021-09-21 | 姊妹們不可告人的痛...泌尿道感染好困擾！      | 安乙喬、林妍余               |
| 第65集 | 2021-09-27 | 學會抗氧化飲食法～讓你擺脫衰老魔咒！         | 馬可主廚、張益堯             |
| 第66集 | 2021-09-28 | 姊妹們的營養補給站～給你滿滿的蛋白質！       | 何妤玟、Ariel                |
| 第67集 | 2021-10-04 | 靜脈曲張不只醜...更隱藏健康風險！            | 小call、陳建名               |
| 第68集 | 2021-10-05 | 秋冬進補好時機？先從養脾開始吧！             | 雷蒙主廚、林妍余             |
| 第69集 | 2021-10-11 | 浮誇媽媽駕到！誰能比我更寵女？！             | 王思佳、許睿光               |
| 第70集 | 2021-10-12 | 秋冬病毒齊發！不只新冠肺炎而已？！           | 貝童彤、盧英仁               |
| 第71集 | 2021-10-18 | 肝苦人生不好受...秋冬季節更煎熬？！          | 金友莊、李家維               |
| 第72集 | 2021-10-19 | 瘦不下去反而變胖？減肥撞牆該怎麼辦？！       | 謝麗金、王思桓               |
| 第73集 | 2021-10-25 | 自律神精拉警報？來教你如何照顧它！           | 陳之穎、陳怡錞               |
| 第74集 | 2021-10-26 | 有症狀千萬別輕忽！小心牙周病要人命！         | 丁力祺、趙哲暘               |
| 第75集 | 2021-11-01 | 魔鬼細節要注意！揭開微整形的秘密！           | Vicky、陳建名                |
| 第76集 | 2021-11-02 | 女人的幸福關鍵！卵巢該怎麼保養才對呢？！     | Julie、林妍余                |

## 外部連結
- YouTube上的姊妹讚出來｜姊妹們都需要的節目完整版~播放列表愛爾達綜合台